# مهدی احمد
مهدی احمد(۱۳۰۲ رشت-) وکیل دادگستری، نماینده دوره بیست و سوم مجلس سورای ملی و نایب رئیس کمیسیون امور استخدام و سازمان‌های اداری هیئت‌رئیسه این دوره از مجلس بود.

## خانواده وتحصیلات
مهدی احمد فرزند آقا شریف و احمد از و نوه میرزا حسن مجتهد از روحانیون سرشناس گیلان بود. او در سال ۱۳۰۲ در رشت به دنیا آمد. خاندان احمد با خانواده رضا دارای نسبت فامیلی (پسرعمو) هستند. احمد دوره تحصیلات متوسطه و خود را در رشت به پایان رسانده و از دانشگاه تهران لیسانس حقوق قضائی دریافت نمود.

## فعالیتهای ادرای و سیاسی
مهدی احمد در دوره دانشجویی از هواداران دکتر مصدق و جبهه ملی بوده و در رشت جمعیت فدائیان مصدق را تأسیس کرد و در جریان کودتای ۲۸ مرداد در زد و خورد با کودتاچیان مضروب شد.
او پس از فارغ‌التحصیلی از دانشگاه به استخدام سازمان برنامه و بودجه درآمده و در دولت امینی به ریاست اداره حقوقی این سازمان منصوب شد.
احمد در انتخابات دوره بیستم از منطقه تالش نازمرد حضور در مجلس شد که از هلاکو رامبد در انتخابات شکست خورد. وی پس از آن به وکالت دادگستری مشغول شد و ریاست انجمن شهر رشت را نیز بر عده گرفت. مهدی احمد در سال ۱۳۵۰ از حوزه انتخابیه رشت به مجلس بیست و سوم شورای ملی راه یافت و پس از اتمام نماینده نیز به کار وکالت پرداخت. او پس از انقلاب ۱۳۵۷ از ایران خارج شده و در آمریکا سکونت گزید.
وی مالک هتل ایران در رشت می‌باشد که یکی از قدیمی‌ترین هتل‌های رشت بوده و در میدان شهرداری رشت واقع می‌باشد.